# Leiurus quinquestriatus
Leiurus quinquestriatus este o specie de scorpion, membru al familiei Buthidae. De asemenea, este cunoscut sub numele de Scorpionul galben palestinian, Scorpion israelian al deșertul etc. 

## Descriere
Leiurus quinquestriatus este de culoare galbenă, și poate să crească până la 9 - 11.5 cm în lungime. Metasoma (coada) este relativ lungă și subțire, iar pedipalpii - zvelți. 

## Venin
Acest scorpion este considerat ca fiind o specie extrem de periculoasă, deoarece veninul este un cocktail puternic de neurotoxine. Înțepătură acestuia este extrem de dureroasă și în mod normal nu ar ucide un adult sănătos. Însă copiii mici, persoanele în vârstă și infirmii (cum ar fi cei cu disfuncții cardiovasculare sau alergicii) prezintă un risc mult mai ridicat. Orice intoxicație cu venin poate duce la anafilaxie punând viața în pericol. În prezent compania farmaceutică germană Twyford și compania farmaceutică franceză Sanofi Pasteur produc antidotul destinat pentru tratamentul intoxicațiilor cu veninul Leiurus quinquestriatus. 

O componentă a veninului este chlorotoxin peptida. Studiile au demonstrat potențialul acesteia în tratarea tumorilor creierului. Același studiu a arătat că alte substanțe sunt eficiente în reglementarea nivelului de insulină, și ar putea fi folosit pentru tratamentul diabetului zaharat. 

Principalele neurotoxine din venin scorpionului Leiurus quinquestriatus sunt: 

Chlorotoxin

Charybdotoxin

Scyllatoxin

Agitoxin de tip 1, 2 și 3 

## Întreținerea în captivitate
În ciuda pericolului pe care-l prezintă, această specie este disponibilă în comerțul cu animale exotice de companie. Sunt hrăniți în principal cu greieri. Este o specie nervoasă și agresivă, recomandat doar pentru cei mai experimentați al deținătorilor de scorpioni. În funcție de legislația statului, deținătorul trebuie să posede o autorizare. 

## Răspândire
Leiurus quinquestriatus poate fi găsit în deșerturile din Africa de Nord până în Orientul Mijlociu. 